# Manchester (Jamaica)
A Paróquia de Manchester é uma paróquia administrativa localizada no oeste-central da Jamaica, no condado de Middlesex. Sua capital, Mandeville, é um importante centro de negócios, e a única capital paróquia não localizado na costa ou em um grande rio. Sua Pro-Catedral de São Paulo da Cruz é a visão episcopal do latino-católico Diocese de Mandeville.

## História
Taino/Arawak o acordo na paróquia foi fundamentado quando em 1792, um topógrafo encontrou três esculturas, acreditado ser ameríndio Zemi, em uma caverna nas Montanhas de Carpenter. Eles estão agora no Museu Britânico.

Manchester foi formado em 1814, por um ato da Casa da Assembléia, tornando-se uma das mais novas paróquias da Jamaica. Foi formado como resultado da amalgamação de porções das paróquias St. Elizabeth, Clarendon e a totalidade de Vere. A amalgamação foi feita em resposta a uma petição dos habitantes de Mile Gully, May Pen e Montanha Carpenters que reclamaram que estavam muito longe de um centro administrativo. Manchester foi nomeada em homenagem ao William Montagu, 5º Duque de Manchester, o então Governador da Jamaica. Ele foi governador por 19 anos, estabelecendo o registro como o governador mais antigo da ilha. A cidade capital, Mandeville, estabelecida em 1816, recebeu o nome de seu filho mais velho, Lord Mandeville.

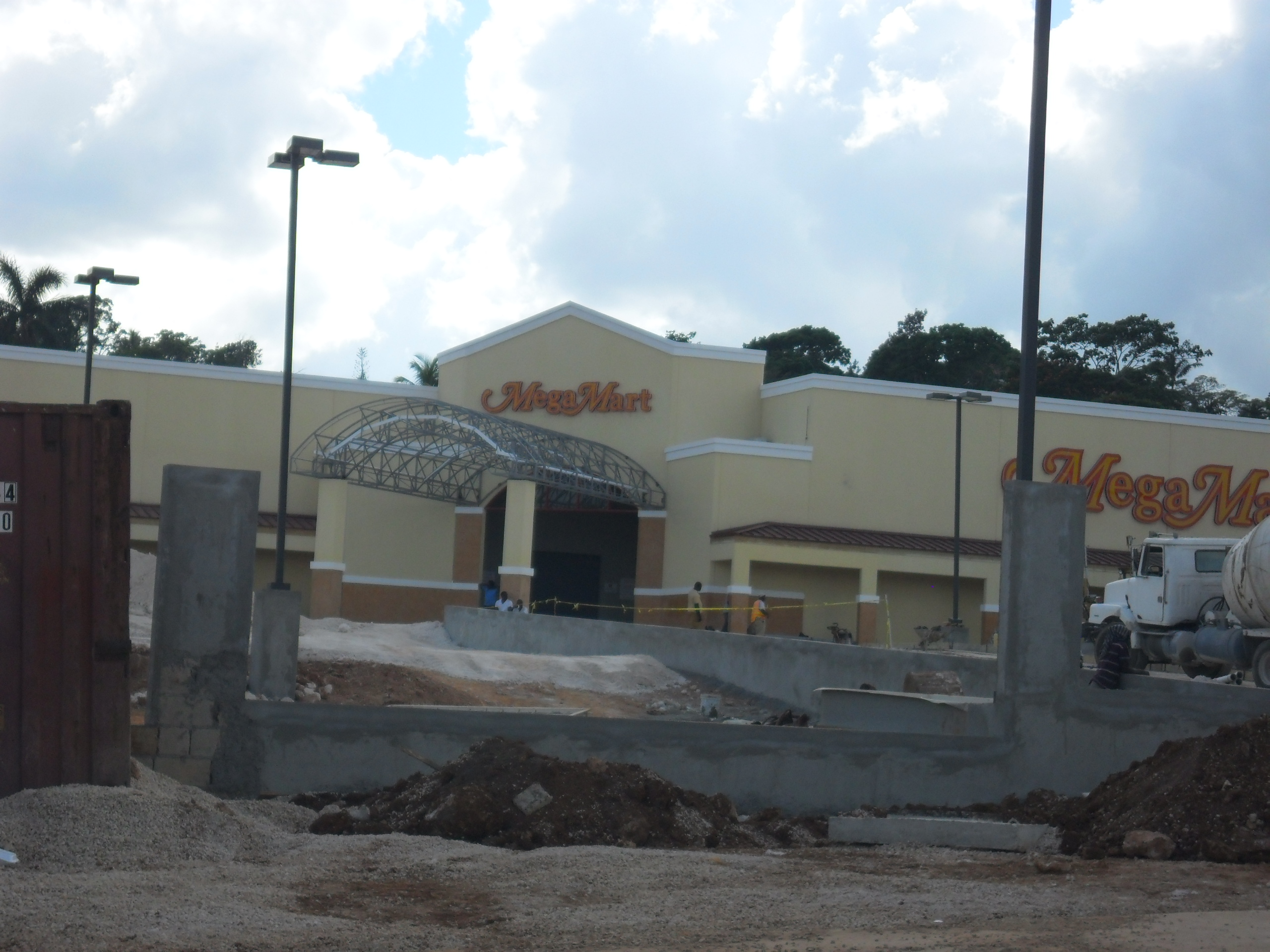
MegaMart, Mandeville em construção em dezembro de 2012.

Não há propriedades de produção de açúcar na paróquia; os escravos trabalhavam em plantações de café. Após a emancipação, os ex-escravos se tornaram fazendeiros de café independentes. A batata irlandesa foi introduzida pela primeira vez na Jamaica em Bethany, uma vila na paróquia. Cítricos, também se tornaram uma cultura importante, como em 1920, o citrino ortanique, um cruzamento entre laranja e tangerina, foi desenvolvido por Charles Jackson.

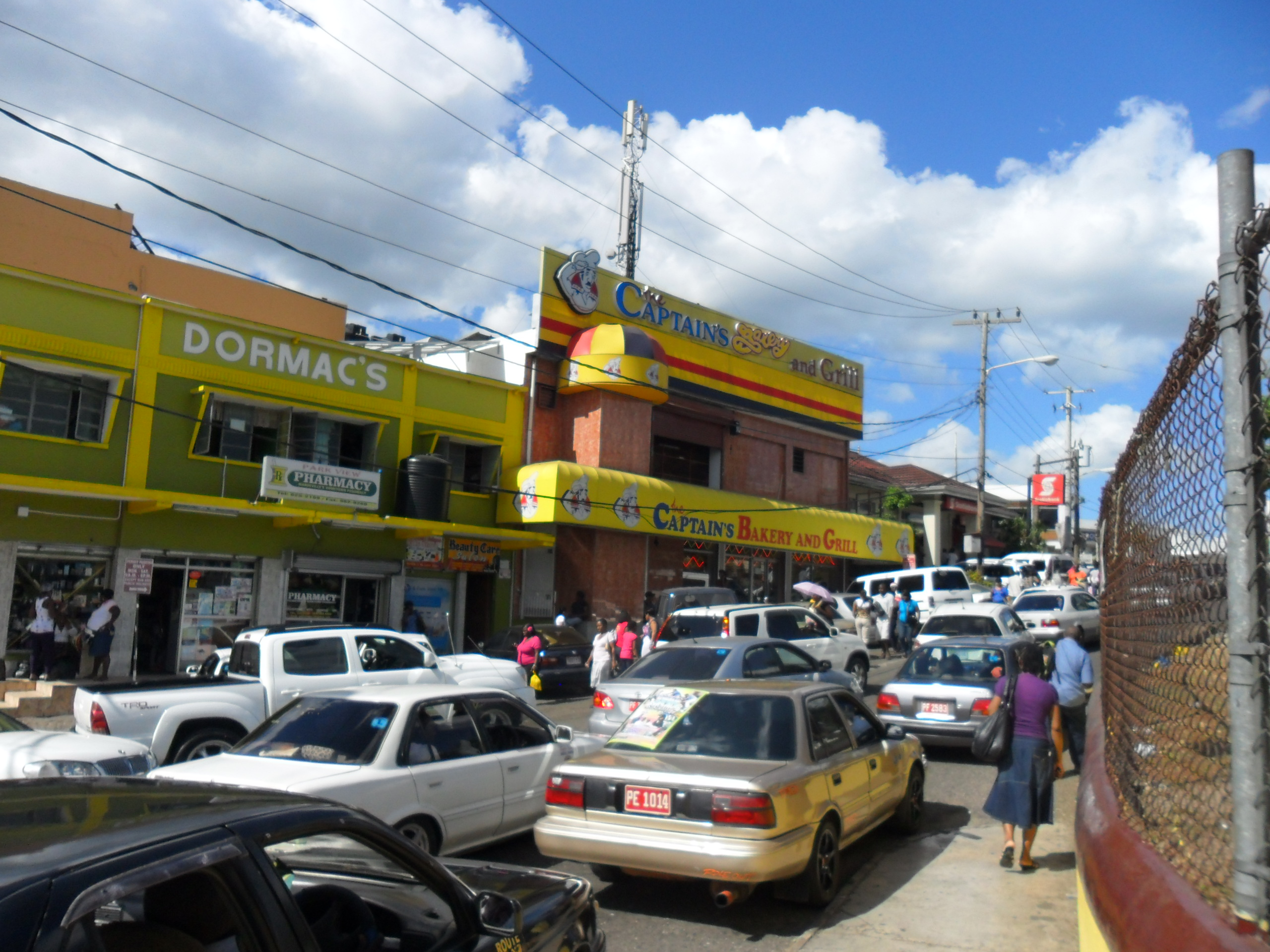
Park Crescent, Mandeville (2012)

Muitos dos negócios da Jamaica foram iniciados em Mandeville; O Hotel Mandeville, um dos mais antigos do Caribe, começou suas operações em 1875. A primeira "Biblioteca Livre" na Jamaica foi criada em 1938 e é a Biblioteca Paroquial mais antiga.
O crescimento da cidade recebeu um estímulo substancial quando a Alcan Bauxite Company abriu operações lá. Ele construiu casas para a sua equipe principalmente expatriados. Os salários relativamente altos atraíram muitos jamaicanos educados lá. Mandeville continua a crescer rapidamente devido a ser considerada uma das cidades mais atraentes da Jamaica e a mais limpa delas.
Mandeville possui no mínimo 14 centros comerciais, dois hospitais (um público e um privado), centros médicos e muitos médicos. Ao lado de  Kingston, que oferece os melhores serviços médicos na ilha, um trunfo importante para o desenvolvimento do turismo.

## População
A população de Manchester é 190.812. Mandeville, a capital e vila-chefe da paróquia, tem um prefeito, Brenda Ramsay e um vice-prefeito, Irving Facey. Tem uma população de mais de 30.485 pessoas.

## Geografia
Mandeville, a capital paroquial está localizada em latitude 17°51'N, longitude 77°38'W. Manchester é limitado por St. Elizabeth no oeste, Clarendon no leste e por Trelawny no norte.Manchester cobre uma área de 830 km², tornando-se a sexta maior paróquia da Jamaica. Tem três cordilheiras —As montanhas Carpenters, as montanhas May Day e as montanhas Don Figuerero. O ponto mais alto é  2 770 pés (840 m) acima do nível do mar nas montanhas Carpenters.

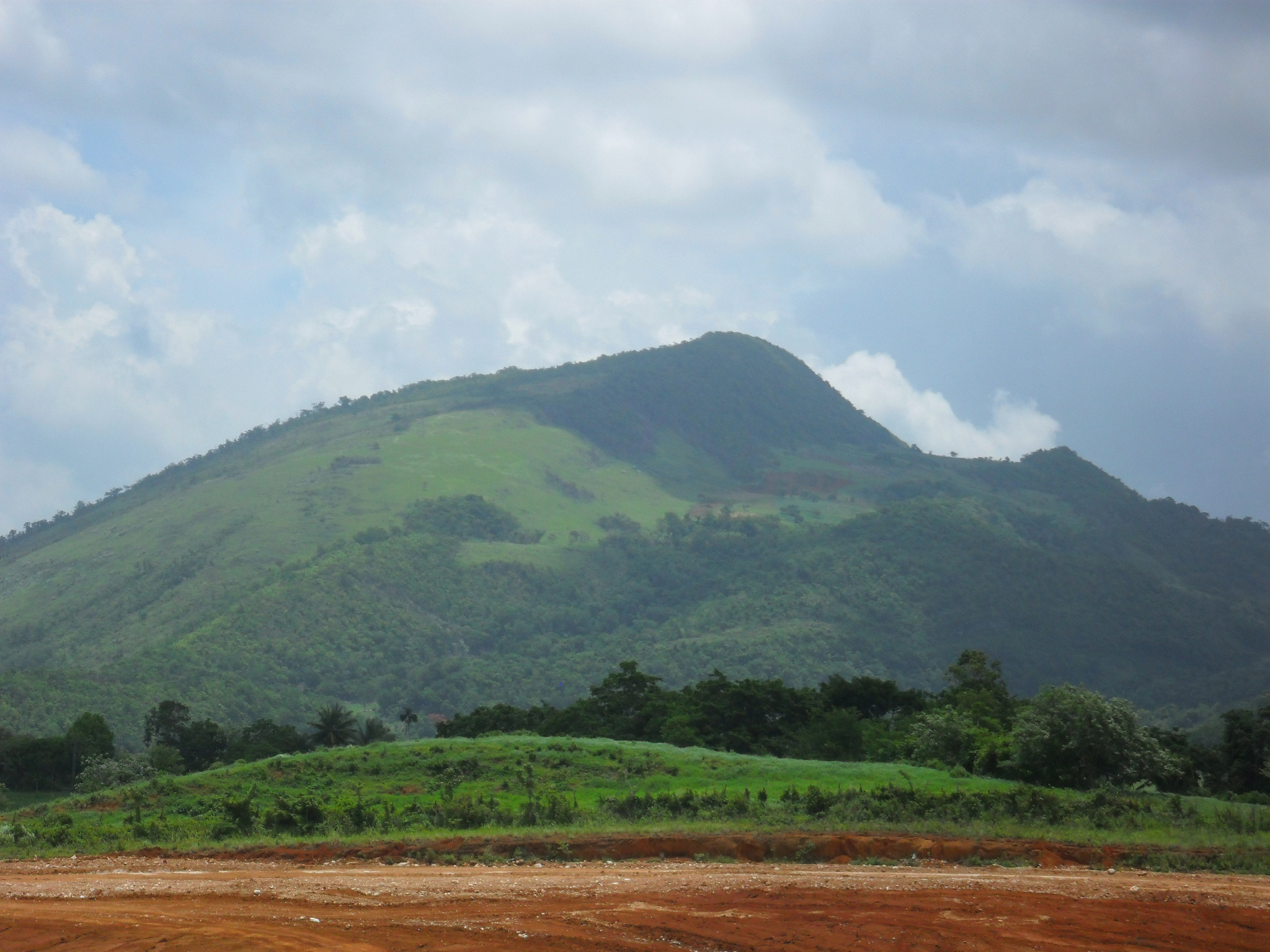
Montanha Mile Gully (2010)

Mais de 90% da superfície da paróquia é calcário para que haja uma abundância de cockpits, buracos, cavernas e passagens subterrâneas. A caverna Gourie, perto de Christiana, é a mais longa das mais de 100 cavernas na paróquia, bem como a mais longa caverna conhecida na Jamaica (3505m). Caverna Smokey Hole, na Cross Keys, é a mais conhecida caverna conhecida da ilha (194m). Caverna Oxford, perto de Auchtembeddie, na parte noroeste da paróquia, é outro dos principais locais de espeleologia encontrados em Manchester, E já foi notado como um local de descanso para as espécies de morcegos agora possivelmente extintas Phyllonycteris aphylla. Manchester também possui grandes depósitos de bauxita, com partes da paróquia que foram extraídas em lâmina como resultado, principalmente no Campo de William, Hope e montanha Blue.
A paróquia oferece uma variedade de clima, vegetação e cenário. A capital, Mandeville, está situada numa elevação de 626 m (2 054 pé).  A vila é conhecido pela sua beleza natural e clima saudável como temperaturas que alcançam de um mínimo de 12,7 °C (55 °F) em dezembro e janeiro, para uma alta de 33 °C (91 °F) em julho e agosto. Existem poucos rios na paróquia, e os existentes são bastante pequenos; O Rio Alligator Hole, rio Alligator Pond, rio Gut,rio de  Hector, dois Rios e rio Swift. O rio de Hector corre ao longo da fronteira de Manchester e Trelawny, afunda em Troy, onde flui no subsolo por cerca de seis quilômetros e sobe abaixo da Caverna Oxford como rio One Eye. Apesar disso, o abastecimento de água é geralmente escasso; Os distritos do sul muitas vezes sofrem seca.

## Comércio

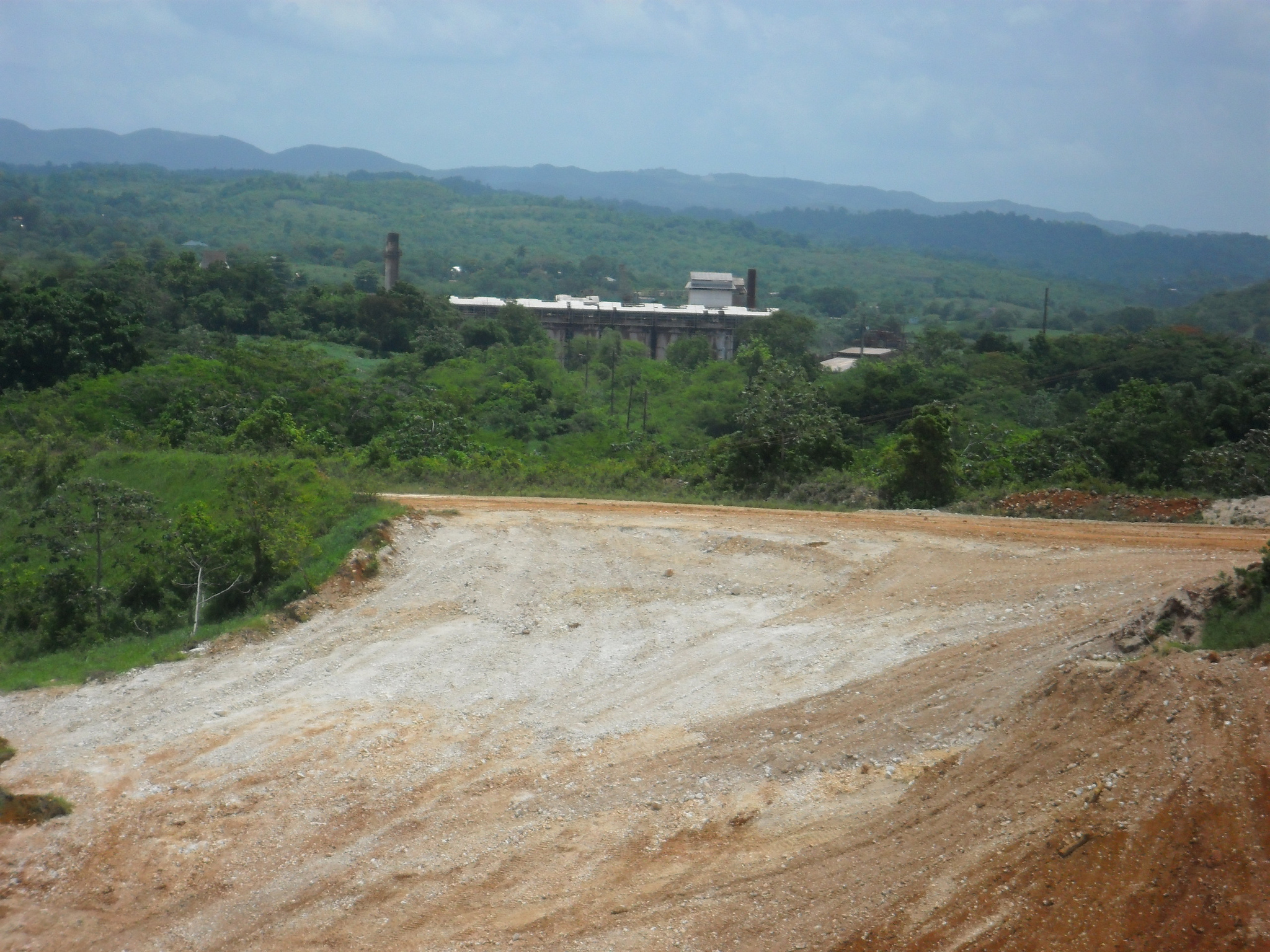
Windalco, planta de alumínia no fundo (Kirkvine, Manchester)

Não existe grande escala de lavoura de cultivo como a área é geralmente montanhosa. Culturas como cana de cana exigem grandes extensões de terra plana. Bananas, cofé e pimento, anato, gengibre são cultivadas, e A paróquia é conhecida pelo seu citrus; laranjas, ortaniques e grapefruit, muitas das quais são exportadas. Christiana, 28 km (17 mi) ao norte de Mandeville, e a segunda maior vila da paróquia. A Autoridade da Terra de Christiana auxilia no desenvolvimento agrícola da região. Batata irlandesa Cresceu consideravelmente na área de Christiana e é o centro de um grande distrito de banana e gengibre.
Manchester é um centro da indústria de mineração de bauxita. As primeiras empresas de mineração de bauxita foram Alcan e Alpart. Alcan, uma grande empresa canadense de renome mundial, teve uma forte presença na cidade e foi um dos principais empregadores. Ele atraiu muitos jamaicanos devido a altos salários e aos benefícios oferecidos. Alpart, abreviação de Aluminium Partners of Jamaica, Foi inicialmente formado como uma joint venture de Kaiser Aluminum, Reynolds Aluminum, e Anaconda. Ainda está em operação na paróquia de Nain St Elizabeth, no entanto, agora é de propriedade conjunta da UC Rusal da Rússia e da Hydro Aluminium of Norway.
A paróquia criou o Plano Local de Desenvolvimento Sustentável de Manchester em 2007 para melhorar a comunidade nos próximos 20 anos.

## Televisão
ZQI-TV (TVJ) Channel 13, Spur Tree, Jamaica, Hype TV, CVM, NCU Television (Ch. 188- Flow)

## Atrações especiais
Tumba do capitão Alexander Woodburn Heron, na parte superior da Shooter's Hill, agora chamado "Heron Hill" pelos habitantes locais.

## Educação

### Escolas de ensino médio
As escolas secundárias locais incluem o ensino médio de Manchester, Bishop Gibson High School (uma escola só de meninas), Belair High School, DeCarteret College, Holmwood Technical High School, Beaumont Comprehensive College (colegial) e Belfield High School.

### Universidades
Existem várias instituições terciárias notáveis, a Northern Caribbean University (NCU), uma instituição adventista do sétimo dia, anteriormente chamada West Indies College, o Church Teacher's College, Mandeville e o Catholic College. Existem também outras instituições religiosas localizadas na paróquia: Regent College of the Caribbean (a antiga Jamaica Bible College, bem como Bethel Bible College.

## Pessoas notáveis
- Donovan Bailey, velocista Olimpíada aposentada
- Annastasia Baker, reside em UK Gospel, R&B, soul cantor e compositor
- Kemoy Campbell corredor de distância, atleta
- Nesta Carter, atleta
- Ce' Cile, músico
- Charmaine Crooks, atleta Olímpico
- Paul R. Cunningham, cirurgião americano jamaicano
- General Degree, DJ
- Heavy D (nascido Dwight Arrington Myers), rapper
- Derrick Evans, instrutor de fitness
- Luciano, reggae músico
- Norman Manley (d. 1969), um dos sete heróis nacionais da Jamaica.
- Winston McAnuff, reggae músico
- Lovel Palmer, Jamaicano e internacional futebolista
- Sheryl Lee Ralph, atriz e cantora
- Garnett Silk, reggae músico
- Sherone Simpson, atleta
- Elaine Thompson, atleta
- Christopher Williams, atleta